# Entremonde (roman)
Pour la maison d'édition, voir Entremonde.
Entremonde (titre original : InterWorld) est un roman de science-fiction écrit par Neil Gaiman et Michael Reaves paru en 2007 puis publié en France en 2010.

## Résumé
Joey est un élève moyen. Pas nul, mais pas brillant non plus. Pas populaire, mais pas un souffre-douleur non plus. Il est amoureux de Rowena, et lorsqu'ils partent pour une course d'orientation dans la ville, Joey la laisse seule le temps d'aller au coin de la rue. Lorsqu'il revient, il voit bien que la jeune fille a changé. C'est toujours Rowena, mais dans une autre version. Autre couleurs d'yeux, autre coupe de cheveux. En rentrant chez lui sa mère ne le reconnait pas. Normal : elle n'a pas de fils.
Grâce à Jay, venu le chercher depuis l'Entremonde, Joey va comprendre qu'il existe un Altivers, un univers qui comprend des planètes représentant des réalités parallèles. Lorsqu'une décision importante est prise, un monde parallèle se créé automatiquement, comme une sauvegarde. Il existe aussi deux forces, chacune dominant une extrémité de l'Altivers, qui se livrent une bataille sans merci pour contrôler ces mondes, et lui va se retrouver au milieu...